# Tu-534
Tu-534 (ros. Ту-534) – niezrealizowany projekt rosyjskiego, szerokokadłubowego samolotu pasażerskiego opartego na konstrukcji samolotu Tu-204.

## Historia
Projekt nowego, szerokokadłubowego samolotu konstrukcji biura technicznego Tupolewa zaprezentowany został publicznie po raz pierwszy w 2007 roku. Nowa maszyna miała wejść do służby w 2010 roku i zastąpić samoloty Ił-86. Tu-534 miał być zmodernizowaną, szerokokadłubową wersją samolotu Tu-204, w której dzięki wydłużeniu kadłuba o 5,5 metra i poszerzeniu go o 85 cm, znalazłoby się miejsce dla maksymalnie 300 pasażerów. Przewidywano, że w wariancie z 300 pasażerami samolot będzie miał zasięg rzędu 3500 km. W konfiguracji dla 250 pasażerów maszyna miała być zdolna do lotów na odległość rzędu 5000 km. W 2008 roku uznano, że konstrukcja Tu-204 nie zapewnia odpowiedniego poziomu technologicznego dla budowy samolotów szerokokadłubowych i cały projekt Tu-534 został zarzucony.